# Goldmünze Karls des Großen
Die Goldmünze mit dem Bildnis Karls des Großen ist nach bisherigem Kenntnisstand ein Unikat. Die Münze, die gemäß der umlaufenden Schrift Karl den Großen zeigt, wurde im Jahre 1996 bei archäologischen Grabungen in Ingelheim am Rhein, Rheinland-Pfalz, gefunden.
Sie wiegt 4,18 Gramm, ihr Durchmesser beträgt 19,5 mm. Aufgrund des Gewichts der Goldmünze kann man auf einen Goldgehalt von ca. 91 % schließen. Auf der Vorderseite der Münze befindet sich zwar ein Kratzer, insgesamt wurde sie jedoch in einem sehr guten Zustand geborgen. Auf der Rückseite zeigt die Münze ein Stadttor mit der Aufschrift „Arelato“, was auf die französische Stadt Arles als Prägeort hinweist.
Die Vorderseite zeigt ein Herrscherporträt mit Lorbeerkranz und Kaisermantel, den Herrschaftszeichen der römischen Kaiserzeit. Die Titulatur – ergänzt: D[ominus] N[oster] KARLUS IMP[erator] AUG[ustus] REX F[rancorum] ET L[angobardum] – lässt auf die Identität Karls des Großen bei der dargestellten Figur schließen. Karl der Große wird als König der Franken und Langobarden und als Kaiser tituliert, was darauf hindeutet, dass die Münze nach Karls Kaiserkrönung im Jahre 800, aber vor dessen Tod 814 geprägt wurde.
Ob die Münze als Zahlungsmittel oder als Medaille verwandt wurde, lässt sich nicht mit Sicherheit sagen, doch scheint die Absicht der Darstellung Karls des Großen auf der Münze klar: Das Bild lässt die Figur mit Kaisertitulatur und Herrschaftszeichen wie einen römischen Kaiser erscheinen, weshalb die Goldmünze in der Literatur auch als „Solidus“ bezeichnet wird. Die Ingelheimer Münze ist die einzige bekannte Goldmünze, die Karl den Großen als Kaiser zeigt. Man hätte in der Fachwelt auch nicht damit gerechnet, dass man überhaupt einmal eine Goldprägung aus dieser Zeit finden würde, da eine Münzreform durch Karl den Großen im Jahre 794 eine monometallische Silberwährung begründete. Der neue Reichsdenar aus Silber wurde zur einzigen Verkehrsmünze.
Deshalb ist die in Ingelheim am Rhein gefundene Goldmünze auch Grund für Diskussionen, da es sie nach der Geldreform Karls des Großen gar nicht geben dürfte. In der Fachwelt wurden deshalb u. a. die Fragen aufgeworfen, ob die Goldmünze eine Fälschung ist oder ob sie posthum, also nachträglich geprägt sein könnte.
Möglich wäre aber auch, dass Karl der Große mit der eigenen Geldreform brach, um von dem Exklusivrecht der Kaiser Gebrauch zu machen, Goldmünzen zu prägen, denn die Prägung von Goldmünzen war ein aus der Antike überliefertes kaiserliches Vorrecht und zugleich ein Herrschaftszeichen. Diese Besonderheiten machen die Münze zum bislang wichtigsten Fundstück aus der Kaiserpfalz Ingelheim.
Die Münze ist heute eine Dauerleihgabe des Landes Rheinland-Pfalz an das Museum bei der Kaiserpfalz in Ingelheim und kann dort besichtigt werden.
Eine Nachprägung der auch Solidus genannten Münze aus 986er Dukatengold ließ die Volksbank Paderborn 1992 in kleiner Auflage prägen. Anlass war das 1200-jährige Jubiläum der Errichtung des Bistums Paderborn im Jahre 799 durch Leo III. und Karl den Großen.